# Kartini (Rantau Utara)
Kartini is een bestuurslaag in het regentschap Labuhan Batu van de provincie Noord-Sumatra, Indonesië. Kartini telt 5086 inwoners (volkstelling 2010).